# Keeragh Islands
Keeragh Islands är öar i republiken Irland.   De ligger i grevskapet Loch Garman och provinsen Leinster, i den sydöstra delen av landet, 130 km söder om huvudstaden Dublin.